# (4018) Bratislava
(4018) Bratislava (1980 YM) – planetoida z grupy pasa głównego asteroid okrążająca Słońce w ciągu 4,14 lat w średniej odległości 2,58 j.a. Odkryta 30 grudnia 1980 roku.